# Dimítrisz Hrisztófiasz
Dimítrisz Hrisztófiasz (görögül: Δημήτρης Χριστόφιας; Dikómo, 1946. augusztus 29. – 2019. június 21.) ciprusi kommunista politikus, a Ciprusi Köztársaság elnöke (2008–2012). Hrisztófiasz a ciprusi konfliktus tárgyalásos megoldásának híve volt, és azzal az ígérettel nyerte meg a 2008-as választásokat, hogy újrakezdi a béketárgyalásokat a török féllel. Hivatali ideje alatt többször találkozott Mehmet Ali Talat észak-ciprusi török vezetővel. Hrisztófiasz a hivatali idejének végéig az egyetlen, magát kommunistának valló államfő volt az Európai Unió történetében.

## Származása és tanulmányai
Hrisztófiasz Kerínia közelében, Ciprus északi részén, egyszerű munkás családba született. Apja aktív szakszervezeti tag volt, és Hrisztófiasz is korán kapcsolatba került a ciprusi baloldallal, az AKEL ifjúsági szervezetének tagja lett.
Középiskolai tanulmányait a Nicosiai Kereskedelmi Líceumban végezte, ahol 1964-ben végzett. Felsőfokú tanulmányait Moszkvában folytatta, ahol filozófiai doktorátust szerzett, majd tanulmányai befejezése után hazatért.

## Politikai pályafutása
1974-től emelkedő karriert futott be az AKEL-en belül, amelynek aztán 1988-ban főtitkárává is választották. E posztját egészen elnökké választásáig betöltötte.
1991-ben a képviselőház tagjává választották, majd az azt követő választásokon újra bekerült a testületbe. 2001-ben a képviselőház elnökévé is választotta, majd 2006-ban újra elnyerte ezt a pozíciót.
A 2008-as elnökválasztás első fordulójában 33,3%-kal a második helyen végzett Ciprus akkori elnöke Tásszosz Papadópulosz előtt és Joannisz Kaszulídisz mögött. A második fordulóban azonban szoros, 53,37%-os szavazataránnyal legyőzte ellenfelét.
Noha Hrisztófiasz meggyőződéses kommunista, nem kíván változtatni a ciprusi szabad piac szabadságán. Beiktatása után kijelentette, hogy elnökségének fő célja, a ciprusi konfliktus megoldása. Az elnök céljai között szerepel a sziget területén működő két brit légitámaszpont – Akrotíri és Dekélia – bezáratása is.

### Elnöki tevékenysége
Hrisztófiaszt elnöksége idején több súlyos belföldi és külföldi kritika is érte. Ciprus gazdasága a Görögországgal ápolt hagyományosan szoros gazdasági kapcsolatok miatt súlyosan megsínylette a gazdasági válságot. Ezt súlyosbította, hogy 2011. július 11-én felrobbant egy korábban a tengeren lefoglalt és szabálytalanul tárolt lőszerszállítmány ami  súlyosan megrongálta az ország legnagyobb erőművét is. Az eset miatt súlyos energia-ellátási zavarok keletkeztek Cipruson. Az eset Hrisztófiasz felelősségét is felvetette, mivel a lőszerszállítmány elnökségének idején, 2009-ben  raktározták el nem megfelelő helyen és tárolták szabálytalanul. A szigeten sok ezres tüntetések törtek, ki az elnök lemondását követelve.
Kritika érte az EU részéről és belföldön az elnököt azért is, mert miközben a gazdasági válság során az EU-t kritizálta, Oroszországgal sokkal szorosabbra fűzte Ciprus kapcsolatait, és gazdasági segítséget kért az EU mellett onnan is, komolyan megnövelve ezzel az orosz befolyást az országban.
Az elnök 2012. május 14-én bejelentette, hogy mivel belátható, hogy elnöki ciklusának végéig nem sikerül újraegyesíteni a szigetországot, korábbi ígéretének megfelelően nem indul újra a 2013-as elnökválasztáson.

## Halála
Körülbelül egy hónapos kórházi kezelést követően, 2019. június 21-én hunyt el Nicosiában, légzőszervi problémák következtében.

## Fordítás
Ez a szócikk részben vagy egészben  a   Dimitris Christofias című angol Wikipédia-szócikk ezen változatának fordításán alapul.  Az eredeti cikk szerkesztőit annak laptörténete sorolja fel. Ez a jelzés csupán a megfogalmazás eredetét és a szerzői jogokat jelzi, nem szolgál a cikkben szereplő információk forrásmegjelöléseként.